# Petite messe solennelle
Petite Messe solennelle (Malá slavnostní mše)  je mše od Gioachina Rossiniho. Je považována za nejdůležitější dílo Rossiniho závěrečné fáze tvorby a za jednu z jeho nejvýznamnějších duchovních skladeb.

## Historie
Petite Messe solennelle byla napsána v roce 1863  v Passy, kde Rossini strávil poslední desetiletí svého života, 34 let po složení poslední Rossiniho opery Guillaume Tell. Byla složena na ogjednávku hraběte Alexise Pillet-Willa (1805–1871) a jeho manželky Louise Pillet-Will, jimž je dílo také věnováno. Sám skladatel ji popsal jako „poslední z mých hříchů stáří". (Péchés de vieillesse).  Premiéra se konala 14. března 1864 při zasvěcení soukromé kaple hraběcího páru v Paříži. Provedení řídil od harmonia Albert Lavignac. Mezi posluchači byly osobnosti jako Daniel-François-Esprit Auber, Giacomo Meyerbeer nebo Ambroise Thomas. První veřejné provedení následovalo následující den v Théâtre-Italien v Paříži a mělo velký úspěch. Zatímco publikace začaly vycházet již v tomto roce (1864), první kritické vydání se objevilo až v roce 1980, po němž následovalo další vydání v roce 1992, u dvoustého výročí skladatelova narození. 

Mše svým rozsahem i názvem navazuje na tradici mší Missa solemnis, přesto jí skladatel přidělil přívlastek petite („malá“).  V ironickém věnování o tom píše :
| „                                | «Buon Dio, eccola terminata questa umile piccola Messa. È musica benedetta [sacra] quella che ho appena fatto, o è solo della benedetta musica? Ero nato per l'opera buffa, lo sai bene! Poca scienza, un poco di cuore, tutto qua. Sii dunque benedetto e concedimi il Paradiso.» | "Dobý Bože. Tady je, má ubohá malá mše. Zdařilo se mi napsat hudbu Bohu, nebo jsem snad složil božskou hudbu (sacrée musique)? Narodil jsem se pro operu buffa. Ty to dobře víš! Něco vědy, kousek srdce, to je vše. Buď tedy pochválen a vezmi mne do ráje." | “ |
| — Gioachino Rossini, Passy, 1863 | | |   |

Neobvyklá instrumentace mše pro dvanáct zpěváků, z toho čtyři sólisté, dva klavíry a harmonium odpovídá neapolské cembalové tradici 18. století. Tři roky poté (1867) zkomponval Rossini také orchestrální verzi včetně přidané věty a uspořádání hymnu “O salutaris hostia" jako sopránové árie.– především proto, aby mše nemohla být po jeho smrti zkreslena cizím aranžmá:
"Až se to najde v mé pozůstalosti, přijde pan Sax se svými saxofony nebo pan Berlioz s dalšími velikány moderních orchestrů a budou chtít vytvořit orchestraci mé mše. Zničí tím mých pár zpívajících hlasů, a mne by to šťastně zabilo taky."
Rossini se pokusill tuto verzi mše uvést v chrámovém prostředí. Jeho ožadavku, aby sbor byl složen pouze z žen však nebylo vyhověno a Rossini pak provádění této rozšířené varianty za svého života zapověděl. Premiéra orchestrální verze Malé slavnostní mše se pak konala tři měsíce po jeho smrti, 24. února 1869 v pařížském divadle Salle Ventadour společností Théâtre-Italien.

## Obsazení

### 1. verze (1863)
- Sóla: soprán, alt, tenor, bas

- Sbor (dvojkvartet) SATB, částečně s dělením hlasů

- 2 klavíry, harmonium (protože 2. klavír nemá většinou vlastní hudební funkci a jenom zdvojuje 1. klavír v hlasitých partech, bývá z představení často vynecháván)

### 2. verze (1866/67)
- Sóla: soprán, alt, tenor, bas
- Sbor, SATB, částečně s dělením hlasů
- Orchestr: 3 flétny, 2 hoboje, 2 klarinety, 3 fagoty, 4 lesní rohy, 4 trubky, 3 pozouny, 1 ofiklejda, 2 kornetty, tympány, 2 harfy, smyčce

Začátek Kyrie

Doba provedení činí cca. 85 minut.

## Popis díla
1.Kyrie
- Kyrie eleison – sbor (SATB)
- Christe eleison – sbor
- Kyrie eleison – sbor

2. Gloria

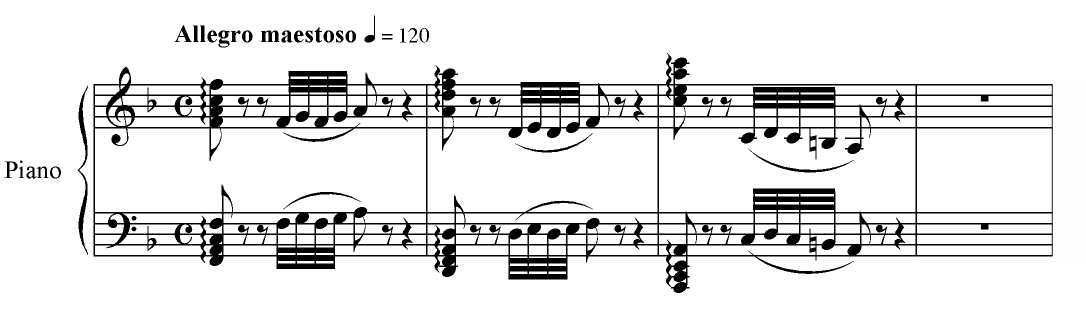
Začátek Gloria

- Gloria in excelsis Deo – (sóla SATB, sbor)
- Et in terra pax – sóla, sbor
- Terzettino: Gratias agimus tibi – (sóla ATB)
- Sólo: Domine Deus – (tenor)
- Duet: Qui tollis peccata mundi – (sóla SA)
- Sólo: Quoniam tu solus Sanctus – (bas)
- Cum Sancto Spiritu – (sbor)

3. Credo
- Credo in unum Deum – (sóla, sbor)

- Crucifixus – (soprán, sólo)

- Et resurrexit – (sóla, sbor)
- Et vitam venturi – (sóla a sbor)

4. (Prélude religieux l'Offertoire), (Offertorium – instrumentální mezihra)
5. Sanctus
- Ritornelle Pour le Sanctus – (harmonium)
- Sanctus – (sóla, sbor)

6. O salutaris hostia – (soprán,  sólo)
7. Agnus Dei – (alt sólo, sbor)
Struktura mše navazuje na tradiční ordinárium. V návaznosti na francouzskou mešní tradici zkomponoval Rossini čistě instrumentální Prélude religieux l'Offertoire určenou pro offertorium. O salutaris hostia, verš z hymnu Corpus Christi Verbum supernum prodiens, přidal Rossini do mše až po jejím provedení v roce 1865.
Christe Eleison není od Rossiniho. Jak objevil americký varhaník Kurt Lueders, Rossini ji bez komentáře do své Malé slavnostní mše převzal od svého přítele, francouzského skladatele Louise Niedermeyera. Jak sdělili vydavatelé nového původního textového vydání partitury (září 2010), Patricia B. Brauner a Philipp Gosset z nakladatelství Bärenreiter Kassel, je Christe Eleison doslovný citát Et Incarnatus est ze  slavnostní mše Messe solennelle od Niedermeyera, která měla premiéru v listopadu 1849 při oslavách Cäcilienfest.
Jako důkaz je Niedermeyerův originál připojen k novému vydání jako příloha I.
Motivy skladatele pro půlminutové ritornello C-dur před sanctusem nejsou známy. Dá se ale předpokládat, že slouží jako intonační pomůcka pro sanctus, který je rovněž v C-dur, tím spíše, že předchozí prélude religieux končí Ges-dur. Rossini možná chtěl harmoniu věnovat krátkou sólovou skladbu, aby bylo vnímáno jako samostatný zvukový prvek mše a stejně hodnotné jako klavír.V orchestrální verzi hrají prélude religieux i ritornello varhany - s výjimkou prvních a posledních taktů prélude religieux, které hrají dechové nástroje.

## Přijetí díla
Dílo bylo soudobými kritiky dobře přijato. Filippo Filippi, který psal pro La Perseveranza, řekl, že:
...tentokrát Rossini překonal sám sebe, protože nikdo nemůže říci, co převládá, věda či inspirace. Fuga je za erudici hodna Bacha .
Recenzent pro L'Illustration napsal:
Od prvních taktů cítíme z hudby mocného ducha, který naplňoval tohoto umělce před třiceti lety v době, kdy se rozhodl ukončit svou slavnou kariéru na jejím vrcholu. Autor Viléma Tella stojí před vámi hrdě v celé své velikosti a vy si s úžasem uvědomujete, že čas, ani nečinnost nezpůsobily žádný úbytek inteligence, jíž byl tak zázračně obdařen. Stejná invence, stejná  hojnost melodií, stejná vznešenost stylu a stejná elegance, stejná novátorská vybočení, bohatství harmonie, smělost a šťastná ruka v modulacích, živost koncepce a výrazu, stejná přirozenost v partech a rozložení hlasů, stejná mistrovská a rozhodná dovednost v celkovém rozvržení díla i ve struktuře každé jednotlivé části. 
Giuseppe Verdi byl méně nadšený a 3. dubna 1864 napsal hraběti Opprandino Arrivabene, že:
Rossini v poslední době udělal pokrok a studoval! Co studoval? Osobně bych mu poradil, aby se odnaučil hudbu a napsal jiného Barbiera.
První edice díla vyšla už roku 1869, ala první kritická edice se objevila až v roce 1980, následována dalším vydáním v roce 1992, při dvoustém výročí narození skladatele.